# Stella Májová
Stella Májová, rodným jménem Stella Weingärtnerová (19. července 1923 Havlíčkův Brod – 5. listopadu 2009 Fallbrook, USA), byla česká herečka, operetní a muzikálová zpěvačka. Mezi její nejznámější filmové role patří role princezny Zpěvanky z filmové pohádky Byl jednou jeden král… a role tetičky Rosy Bartak z Ameriky z filmové komedie Co je doma, to se počítá, pánové…
Její bratr Jiří Weingärtner působil jako operní pěvec v olomoucké opeře. Na divadle působila v divadelní společnosti Oldřicha Nového, od roku 1958 hrála ve Werichově Divadle ABC, připojeném v roce 1962 k Městským divadlům pražským, kde pak působila až do roku 1990. Též několik let zpívala v nuselském hudebním divadle Na Fidlovačce.
V mládí se zamilovala do redaktora Jaroslava Mráze, který v 50. letech emigroval do Spojených států amerických. Později se provdala za Vojtěcha Egema, ale manželství se brzy rozpadlo. V roce 1990 se znovu setkala s Jaroslavem Mrázem. Po svatbě za ním odešla do Fallbrooku v Kalifornii. Společně rádi cestovali a věnovali se sportu. Po smrti manžela zůstala již v Kalifornii. Zemřela v roce 2009 a je pohřbena po boku svého muže ve Fallbrooku.
V roce 2003 vydala autobiografickou knihu Kam až mě osud zavál.

## Filmografie, výběr
- 1939 Příklady táhnou
- 1939 Studujeme za školou
- 1942 Barbora Hlavsová
- 1954 Byl jednou jeden král… – princezna Zpěvanka
- 1954 Stříbrný vítr
- 1955 Anděl na horách – pracovnice pošty
- 1959 Princezna se zlatou hvězdou – vévodkyně Glorie
- 1976 Zítra to roztočíme, drahoušku…! – pracovnice v televizi
- 1980 Co je doma, to se počítá, pánové… – Rosa Bartak